# لایفیلد (ویسکانسین)
لایفیلد (به انگلیسی: Lakefield) یک منطقهٔ مسکونی در ایالات متحده آمریکا است که در شهرستان اوزاوکی، ویسکانسین واقع شده‌است. لایفیلد ۲۱۶٫۱۱ متر بالاتر از سطح دریا واقع شده‌است.